# Louis-Joseph Thisdel
Louis-Joseph Thisdel, né le 16 mai 1886 et mort le 9 février 1943 à Louiseville, est un homme politique québécois.